# NGC 6669
NGC 6669 é um asterismo na direção da constelação de Hercules. O objeto foi descoberto pelo astrônomo Albert Marth em 1864, usando um telescópio refletor com abertura de 48 polegadas. 